# Multi Troop Transport
De Multi Troop Transport (of MTT) is een 31 meter lang fictief voertuig uit de Star Wars saga. De MTT is gebouwd voor de Handelsfederatie (Trade Federation).
De MTT komt samen met nog 10 andere MTT's uit het ruim van de C-9979 en bevat 112 battle droids.
De battle droids hangen in rekken opgevouwen, wachtend tot ze naar buiten worden geschoven en kunnen ontplooien tot hun gevechtspositie.
De MTT heeft een zeer zware bepantsering en kan daardoor tot ver achter de vijandelijke linies worden gezwoven en zelfs door muren van vijandelijke vestigingen beuken, wat de aanval van de battle droids alleen nog maar versterkt. Het beschikt ook over laserkanonnen om zich te beschermen tijdens het verplaatsen.
De MTT werd gebruikt tijdens de Slag om Naboo en tijdens de Kloonoorlogen.